# Sinc

a funkce sinc na intervalu x = −6π až 6π.

Funkce Sinc (plným latinským jménem sinus cardinalis) je upravená matematická funkce sinus (sinus vydělený svým argumentem), která se používá především v elektrotechnice při analýze signálů. Funkce sinc je Fourierovou transformací obdélníkové funkce. Funkce je důležitá nejen v matematice, například při určování některých typů limit, ale kvůli svým vlastnostem hraje důležitou roli v elektronice, především pro analogové a digitální zpracování signálu.
Funkci sinc zavedl v roce 1952 Phillip M. Woodward v článku Information theory and inverse probability in telecommunication („Teorie informace a inverzní pravděpodobnost v telekomunikacích“), ve kterém uvedl, že tato funkce se tak často používá při Fourierově analýze, že si zaslouží vlastní jméno.

## Definice
Obvyklá definice funkce sinc v matematice pro {\displaystyle x\in \mathbb {R} } je:
{\displaystyle \mathrm {sinc} (x)=\left\{{\begin{array}{ll}{\dfrac {\sin(x)}{\ x}}&{\text{pro}}\quad x\neq 0\\1&{\text{pro}}\quad x=0\end{array}}\right.}
Její hodnota v nule je dodefinována limitou
{\displaystyle \lim _{x\longrightarrow 0}{\frac {\sin(x)}{\ x}}=1}
a funkce je i zde spojitá.
Funkce {\displaystyle \mathrm {sinc} (x)} nabývá maxima v bodě 0 a to hodnoty 1, která je dopočítána jako limita funkce v bodě 0. Minimum má v bodě {\displaystyle \pm {\frac {2,86060..}{2}}\pi }. V nekonečnu a celočíselných násobcích {\displaystyle \pi } je její hodnota 0.

## Normalizovaná funkce sinc
Při digitálním zpracování signálu a v teorii informace se používá normalizovaná funkce sinc definovaná vztahem:
{\displaystyle \operatorname {sinc} (x)={\begin{cases}{\dfrac {\sin(\pi x)}{\pi x}}&{\text{pro}}\quad x\neq 0\\\\\quad 1,&{\text{pro}}\quad x=0\end{cases}}}
Hodnota normalizované funkce sinc je nulová ve všech celých číslech kromě nuly.

## Vlastnosti
Normalizovanou funkci sinc lze vyjádřit pomocí funkce gamma jako součin:
{\displaystyle {\frac {\sin(\pi x)}{\pi x}}=\prod _{n=1}^{\infty }\left(1-{\frac {x^{2}}{n^{2}}}\right)={\frac {1}{\Gamma (1+x)\Gamma (1-x)}}}
Taylorův rozvoj lze snadno vyjádřit použitím Taylorova rozvoje pro funkci sinus:
{\displaystyle {\frac {\sin(x)}{x}}=\sum _{n=0}^{\infty }(-1)^{n}{\frac {x^{2n}}{(2n+1)!}}=1-{\frac {x^{2}}{6}}+{\frac {x^{4}}{120}}\mp \ldots }